# Miguel Torres Gómez
Miguel Torres Gómez (Madrid, 28 gennaio 1986) è un ex calciatore spagnolo, di ruolo difensore.

## Caratteristiche tecniche
Gioca di solito come terzino destro o sinistro, ma può essere impiegato anche come difensore centrale.

## Carriera

### Club
Torres ha giocato sempre nel Real Madrid partendo dalle giovanili fino dall'età di 12 anni. Il 12 luglio 2007, ha firmato il suo primo contratto professionistico nella prima squadra fino al 2013.
Ha debuttato contro l'Écija Balompié dall'inizio in Coppa del Re il 25 ottobre 2006 a causa degli infortuni simultanei di Fabio Cannavaro, Cicinho, e Míchel Salgado. Ha giocato anche nel match di ritorno sostituendo Sergio Ramos all'80' minuto.
Torres ha giocato dall'inizio anche nei due match in Coppa del Re contro il Real Betis.
Successivamente ha giocato anche nella Liga per 90 minuti contro il Saragozza e la settimana successiva contro il Mallorca.
L'allenatore Fabio Capello, colpito dalla prestazione col Mallorca ha detto di lui "Non è facile trovare un giocatore con una personalità simile e un talento in fase offensiva e difensiva come Torres".
L'11 febbraio 2007, nella partita contro la Real Sociedad, Torres ha fatto il suo primo assist. Dopo una rapida discesa sulla fascia sinistra, ha crossato col piede sinistro (lui è destro naturale) per van Nistelrooy che ha messo in rete di testa. Un goal che ha permesso di vincere al Real sotto di un gol, e chiudere per 2-1.
Col Real Torres ha vinto il campionato al suo primo anno in prima squadra, grazie anche ai suoi assist e solide prestazioni, ma non ha preso parte al match decisivo all'ultima giornata contro il Mallorca per infortunio.
Ha inoltre debuttato nella fase a gruppi della Champions League nel match contro la Dinamo Kiev, e preso parte nella partita contro il Bayern Monaco, che ha sancito l'eliminazione del Real ma che gli ha comunque regalato una grande prestazione.
Il 31 agosto 2009 passa al Getafe, il Real Madrid si riserva, però, un'opzione per riacquistarlo nei due anni successivi.
Il 9 agosto 2013 passa ai greci dell'Olympiacos, dove trova l'allenatore Míchel che lo allenò al Real Madrid Castilla e al Getafe.

### Nazionale
Torres è stato convocato in nazionale Under 21 per la prima volta nel match contro l'Inghilterra Under 21 il 6 febbraio 2007.
Nella stessa partita, terminata 2-2 ha fatto il suo debutto come terzino sinistro.

## Palmarès

### Club

#### Competizioni nazionali
- Campionato spagnolo: 2

Real Madrid: 2006-2007, 2007-2008
- Supercoppa di Spagna: 1

Real Madrid: 2008
- Campionato greco: 1

Olympiakos: 2013-2014